# Základní nepodmíněný příjem
Základní nepodmíněný příjem (všeobecný základní příjem, univerzální základní příjem, občanský příjem, občanský plat, garantovaný příjem, zkráceně NZP) je navrhovaný systém sociálního zabezpečení v podobě pravidelné peněžní dávky vyplácené státem nebo jinou veřejnou institucí ve stejné výši všem lidem a bez jakýchkoli podmínek. Důvodem pro jeho zavedení by mohlo být doplnění a vylepšení současného sociálního státu, případně zjednodušení složitého systému sociálního zabezpečení tím, že jej částečně nebo zcela nahradíme. Smyslem této dávky by bylo poskytnout základní zajištění živobytí každému, bez ohledu na věk, pohlaví, rodinné zázemí a příjmy ze zaměstnání nebo jiných zdrojů. Její zastánci ji navrhují zavést buď na úrovni jednotlivých států, na úrovni Evropské unie, nebo celosvětově.

## Původ myšlenky
Základní příjem má svůj zdroj již před 500 lety v proslulé knize Utopie od Thomase Mora (1478–1535). Na začátku 20. století se o podobné možnosti zmiňoval například filozof Bertrand Russell ve své knize Cesty ke svobodě: Socialismus, anarchismus a syndikalismus. Zabýval se jí ale i utopický socialista Charles Fourier, teoretici liberalismu John Stuart Mill a Milton Friedman (v podobě negativní daně) a mnoho dalších.

## Podpora a kritika

### Podpora
Podpora ze socialistické části politického spektra souvisí s odstraňováním chudoby, emancipací a lidskou důstojností. Liberálové a libertariáni zase doufají, že výrazným základním příjmem by došlo ke zjednodušení byrokratického systému. V Česku se v minulosti myšlenkou základního příjmu v akademických debatách zabývali někteří členové ČSSD, či Pirátů. Státem zaručený příjem prosazoval také někdejší ministr financí Vlastimil Tlustý, tehdy ODS. Upozorňoval ale, že by neměl být příliš vysoký, aby nebyl demotivující.

### Kritika
Kritici poukazují zejména na ekonomickou náročnost realizace – stovky miliard Eur měsíčně v Evropské unii, asi 800 miliard Kč ročně v Česku.
Existují však i další problémy, které by zavedením základního příjmu vznikly. Jedná se třeba o demotivaci k vykonávání méně placených prací, na které se již dnes obtížně shánějí pracovní síly. Z hlediska morálního je sporné platit někomu, kdo pracovat nechce. Důsledkem realizace by bylo i roztočení inflační spirály a zvýšení demotivace k práci obecně. Lidé i více utrácí, takže podporuje konzumní způsob života.

## Ideová báze

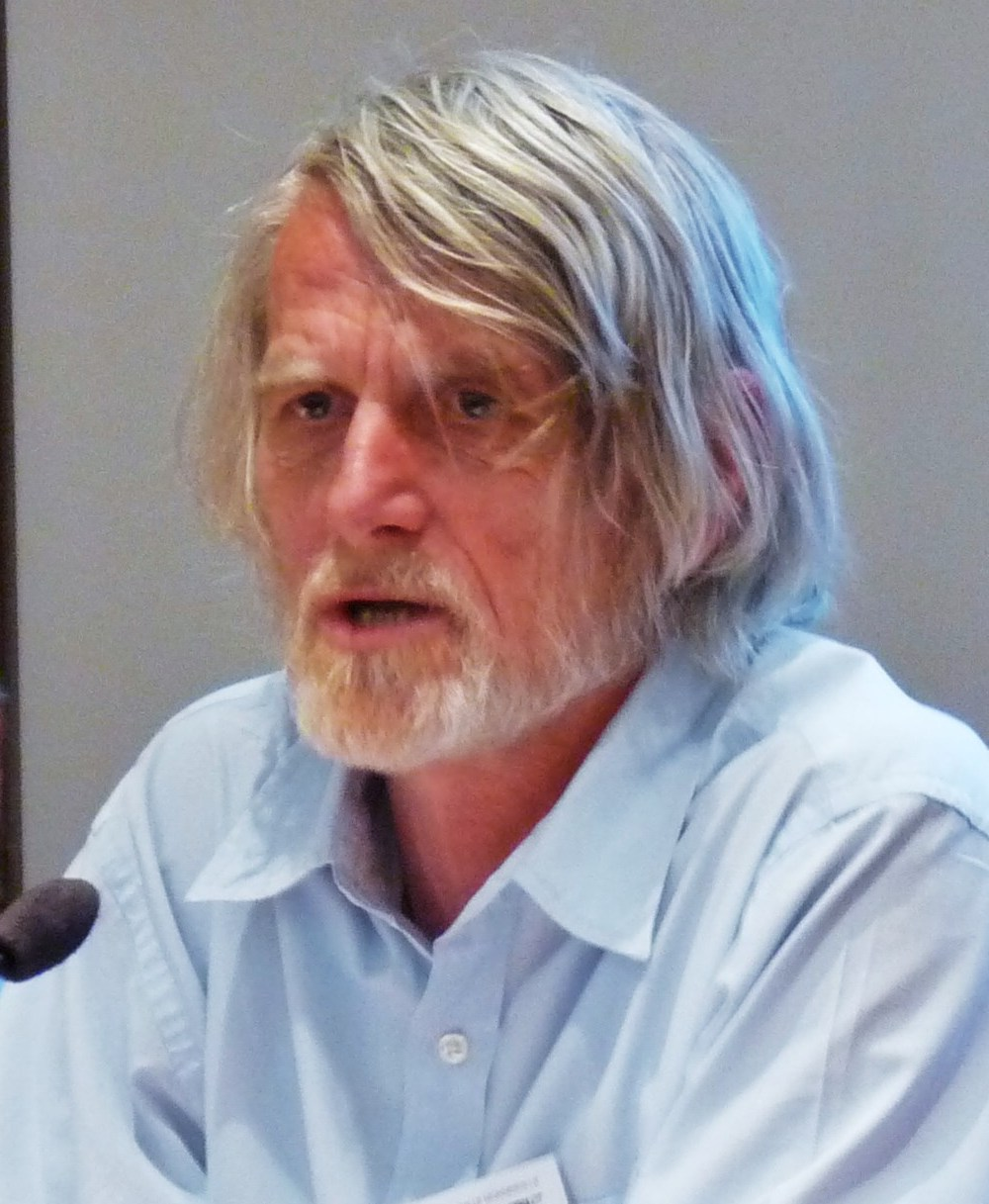
Philippe Van Parijs

V současnosti je jedním ze známých propagátorů myšlenky základního příjmu Philippe van Parijs, filosof a politický ekonom belgického původu, který působil na Harvardově univerzitě, je členem britské Academy of Sciences a profesorem ekonomie na Université catholique de Louvain. Podle Parijse a dalších jsou již dnes naplněny technologické předpoklady pro uvedení myšlenky základního příjmu do praxe – stroje podle něj zastanou většinu práce. Pokud bychom považovali pracovní místa za nedostatkový zdroj, mohli bychom tím zdůvodnit zdanění pracujících ve prospěch těch, kteří pracovní místa nemají.
Podle zastánců základního příjmu je pracovních míst nadbytek, ovšem problémem je spíše kvalifikovanost potenciálních zaměstnanců. Podle zastánců základního nepodmíněného příjmu nabízí automatizace možnost zkrácení pracovní doby a v důsledku více volného času, větší svobodu a osobní rozvoj.
Americký sociolog Erik Olin Wright tvrdí, že zavedení základního příjmu by mohlo přispět ke změně mocenské rovnováhy v kapitalistické společnosti, ve které práce (zaměstnanci) prohrává bitvu proti stále sílícímu kapitálu (průmyslové moci nadnárodních firem).
Kromě toho prý tento návrh pomůže vyřešit strukturní problémy, které jsou příčinou současné krize kapitalismu.

## Existující obdobné systémy
Reálně systém základního nepodmíněného příjmu funguje už čtvrt století na Aljašce, kde je financován ze zdanění těžby nerostných surovin a tvoří v průměru zhruba 6 % příjmu domácností.
V Brazílii byl základní nepodmíněný příjem rovněž právně zakotven (jako cíl do budoucna), ale realizuje se postupně prostřednictvím sociální dávky "bolsa familia". Nejprve je vyplácen příslušníkům nízkopříjmových sociálních skupin a pro jeho výplatu je nutno splnit určité podmínky, tudíž zatím nejde o základní nepodmíněný příjem vyplácený všem a bez jakýchkoli podmínek, ale spíše o rozsáhlý program sociální pomoci těm nejpotřebnějším. V podmínkách ČR by se za takovouto formu základního příjmu dala považovat například tzv. dávka existenčního minima, na kterou má nárok každý plnoletý občan České republiky bez vlastních příjmů.
Domorodí obyvatelé Austrálie tzv. Austrálci mají tři čtvrtiny příjmů ze státní pokladny. Tyto příjmy jsou pro tuto skupinu obyvatel formou základního příjmu.

## Proponenti v ČR a EU
Ve světě existuje řada iniciativ zabývajících se rozpracováním a prosazením teorie základního příjmu do praxe.
V České republice se začala myšlenka všeobecného základního příjmu diskutovat v menších skupinách osob v akademických a politických kruzích především v levicových variantách, i když marginálně také v pravicových, po roce 2000. V roce 2007 publikovali Marek Hrubec, Martin Brabec a Philippe Van Parijs o základním příjmu knihu Všeobecný základní příjem: Právo na lenost, nebo na přežití? M. Hrubec a M. Brabec se domnívají, že je možné a žádoucí zavedení nepodmíněného základního příjmu v České republice, v celé Evropské unii i v mnoha dalších zemích.
V současné době se o nepodmíněném základním příjmu diskutuje v různých organizacích občanské společnosti a v politických stranách a hnutích, např. v ČSSD, KSČM, Straně zelených, České pirátské straně nebo v Levici.
O základní příjem usiluje globální organizace Basic Income Earth Network, která realizuje své aktivity také v Evropské unii.
V lednu 2013 Evropská komise zaregistrovala evropskou občanskou iniciativu za základní příjem, čímž začala roční kampaň ve všech státech Evropské unie. Cílem bylo vyvolat diskusi a projednávání v Evropském parlamentu a následně zavést nepodmíněný základní příjem v jednotlivých zemích EU. Koordinátorem iniciativy za Českou republiku byl Marek Hrubec. V září 2020 začala podobná inicitiva občanů "Zaveďme nepodmíněný základní příjem v celé EU", která bude trvat do září 2021.

## Ve světě
Experimenty se zaváděním různých forem základního příjmu již úspěšně proběhly a či stále probíhají v mnoha státech světa např. ve Spojených státech amerických, Nizozemsku, Finsku, Namibii, Íránu, Brazílii, Indii a v Kanadě. Avšak trvalý základní nepodmíněný příjem v podobě pravidelné peněžní dávky vyplácené ve stejné výši všem lidem zůstává zatím pouze systémem navrhovaným, a nikoli realizovaným. Mnozí stoupenci základního příjmu se spojili do organizace Basic Income Earth Network, která sdružuje mnoho zájmových skupin z různých států. Zde je přehled experimentů, politických stran, osobností, občanských sdružení, iniciativ a událostí, týkajících se základního příjmu nebo různých nových typů sociálních dávek v jednotlivých zemích světa.

### Afrika

#### Keňa
Experiment „GiveDirectly“ ve znevýhodněné vesnici Nairobi, Keňa je nejdelší pilotní projekt základního příjmu od listopadu 2017, který je nastaven na 12 let.

#### Namibie
Od ledna 2008 do prosince 2009 probíhal v Namibijské vesnici Omitara (neboli Otjivero-Omitara) pilotní projekt pro zavedení základního příjmu organizovaný sdružením Namibian Basic Income Grant Coalition. Tento projekt byl financován převážně německou protestantskou církví a individuálními dárci z Německa a Namibie a také dotacemi od Německého ministerstva spolupráce. Vyplácená částka na osobu byla 100 namibijských dolarů (8 % průměrného příjmu, přibližně 300 Kč).
Šest měsíců po spuštění projektu bylo zjištěno, že výrazně zredukoval problém dětské podvýživy a zvýšil školní docházku. Dalším příjemným zjištěním bylo, že příjmy lidí v komunitě se zvýšily mnohem více než jen o samotnou výši grantu, protože příjem umožnil většímu počtu občanů účastnit se produktivnějších ekonomických aktivit. Tým, který projekt organizoval, poukazuje na to, že zvýšená ekonomická aktivita je jasnou odpovědí kritikům, kteří tvrdí, že základní příjem povede lidi k lenosti a závislosti.
Po skončení pilotního projektu bylo účastníkům nadále vypláceno 80 namibijských dolarů (přibližně 250 Kč) až do března 2012. Jedním ze zjištění projektu bylo, že i když byl základní příjem omezen jen na obyvatele jedné vesnice, mnoho lidí se během prvního roku projektu rozhodlo přistěhovat do Otjivero-Omitara, přestože nově příchozí základní příjem nedostávali. Organizátoři o tom napsali, že tento úkaz dokládá nutnost závádění základního příjmu celonárodně, protože částečné zavedení způsobí velkou migraci do regionů a měst, kde již byl zaveden. Jiným zjištěním byl pokles kriminality o 42 %, zejména krádeže dobytka klesly o 43 % a jiné krádeže téměř o 20 %.
Výše zmíněné závěry o účincích projektu v Omitaře byly odvozeny ze dvou empirických studií, které provedla organizace Basic Income Grant Coalition: první se zabývá průběhem projektu v prvních 6 měsících a druhá průběhem v prvních 12 měsících. Žádné další empirické studie nebo vyhodnocení projektu publikovány nebyly.
Databáze projektu není veřejně přístupná. V rozhovoru pro Namibian daily představitelé projektu potvrzují, že data nejsou veřejná, a obhajují proč to tak je (obyvatelům Otjivero-Omitara bylo slíbeno, že jejich osobní údaje nebudou zveřejněny).
Návrh projektu a průběh empirických studií byl některými autory kritizován jako neprůhledný a používající nevhodné metody.
Současná vláda Namibijské republiky je stále proti zavedení základního příjmu na celonárodní úrovni a výsledky pilotního projektu její postoj nezměnily.

#### Uganda
Projekt s názvem „Osm“ v obci ve Fort Portal, Uganda byl zahájen v lednu 2017 neziskovou organizací. Poskytuje příjem pro 56 dospělých a 88 dětí prostřednictvím mobilních peněz.

### Asie

#### Indie
V Indii již od ledna 2011 běží dva pilotní projekty základního příjmu. Podle prvních zpráv z těchto projektů jsou výsledky pozitivní. Ve vesnicích měli lidé více peněz na jídlo a zdravotní péči, školní výsledky dětí se zlepšily ve 68 % rodin, čas strávený ve škole se téměř ztrojnásobil, osobní úspory se ztrojnásobily a podnikatelská aktivita se zdvojnásobila.

#### Írán
Írán v roce 2011 zavedl základní příjem jako kompenzaci za zrušení vládních dotací na základní potřeby, jako je benzín a jídlo. První vyhodnocení zkušeností z Íránu vypracoval H. Talabani (2011).

#### Izrael
V Izraeli v roce 2018 začala nezisková iniciativa „Goodollar“ budovat globální ekonomický rámec pro poskytování udržitelného a škálovatelného univerzálního základního příjmu prostřednictvím nové technologie digitálního aktiva Blockchain. Iniciativa si klade za cíl vytvořit síť peer-to-peer pro přenos peněz, kde peníze mohou být distribuovány těm, kteří je nejvíce potřebují, bez ohledu na jejich umístění, založené na principech NZP. Projekt získal 1 milion dolarů z eToro.

#### Japonsko
V Japonsku podporuje základní příjem politická strana New Party Nippon a Japonská strana zelených, spolu s některými ekonomy, jako je např. Toru Yamamori a Kaori Katada.

#### Macao
Macao již od roku 2008 dává peníze svým stálým i dočasným obyvatelům v rámci programu „Wealth Partaking Scheme“. V roce 2014 vláda dala 9000 patacas (což je přibližně 28 300 Kč) každému ze stálých obyvatel, a 5 400 patacas (asi 17 000 Kč) přechodným obyvatelům.

#### Jižní Korea
V Jižní Koreji podporuje základní příjem Socialistická strana, spolu s delegátem Geum Min.

### Evropa
Basic Income Earth Network, do roku 2004 známý pod názvem „Basic Income European Network“ (BIEN), byl první mezinárodní organizací s cílem podporovat základní příjem na celém světě. Původně se jednalo o skupinu vědců a ekonomů, kteří se tímto tématem zabývali. BIEN sdružuje mnoho zájmových skupin z různých států a koordinuje mezinárodní komunikaci skrze newsletter a kongres, který se koná vždy jednou za dva roky.
Po několika setkáních v různých evropských městech (Vídeň 2005, Basilej 2007, Berlín 2008, Herzogenrath 2009 a Vídeň 2011) se několik organizací jako např. „Německý kulatý stůl pro základní příjem“ rozhodlo spolupracovat na propagaci myšlenky zavedení základního příjmu na celoevropské úrovni. Ve Vídni (2011) se domluvili na uspořádání Evropské občanské iniciativy.
14. ledna 2013 byla registrace Evropské občanské iniciativy přijata Evropskou komisí a začalo tak období 12 měsíců, během kterých bylo třeba získat minimálně jeden milion podpisů občanů EU. 28. listopadu vydala skupina 26 europoslanců společné prohlášení podporující tuto iniciativu. Ta však nakonec nebyla úspěšná, protože se pro ni potřebný milion podpisů získat nepodařilo.
V listopadu 2020 byl spuštěn projekt UBI4ALL. Jeho principem je skupinové financování základního příjmu a následné losování jednoho z přihlášených zájemců, kterému vybrané peníze budou vypláceny jakožto základní příjem (800 eur měsíčně po dobu 1 roku). Loterie se bude opakovat pokaždé, když bude vybrána potřebná částka (9 600 eur). Podmínkou přihlášení do loterie je věk aspoň 16 let a občanství v EU. Cílem projektu je zjištění, jak se lidem změní život, pokud budou mít základní příjem.

#### Belgie
Historicky nejaktivnější skupinou podporující základní příjem je v Belgii hnutí Vivant a filosof Philippe Van Parijs, který v roce 1987 založil Basic Income European network (BIEN). Belgické občanské sdružení za základní příjem, které je také členem BIEN, bylo založeno v roce 2012 v Bruselu.

#### Bulharsko
Konfederace nezávislých bulharských odborů v roce 2013 podpořila Evropskou občanskou iniciativu za zavedení základního příjmu.

#### Česko
První velkou diskusi o základním příjmu v Česku iniciovali filosofové a sociální vědci Marek Hrubec a Martin Brabec. Později spolu se Philippem Van Parijsem vydali knihu „Všeobecný základní příjem. Právo na lenost, nebo na přežití?“. V roce 2013 se čeští aktivisté a sociální vědci připojili k Evropské občanské iniciativě za Nepodmíněný základní příjem a vytvořili kampaň na jeho podporu. V Česku základní příjem podporuje mnoho jednotlivců, neziskových organizací (např. Alternativa zdola, ProAlt, Levá perspektiva, Pestrá zóna, z.s.) a politických stran. Ve svém programu ho má Strana zelených, Komunistická strana Čech a Moravy, Česká pirátská strana a Levice. Podporují ho také mnozí členové České strany sociálně demokratické.

#### Finsko
Finská středová strana, jedna ze čtyř hlavních politických stran ve Finsku, vyjádřila svou podporu základního příjmu a spolu s ní i dvě další politické strany, Svaz levice a Zelený svaz. BIEN Finland zahájila ve Finsku k tomuto tématu občanskou iniciativu. Od roku 2017 spustilo Finsko zkušební projekt na skupině 2000 lidí vybrané náhodně ze všech občanů v produktivním věku, které začalo vyplácet v přepočtu 15 tisíc Kč měsíčně. Výsledky se pak porovnají se stejnou skupinou, která bude spadat pod současný režim. Jde tak o první evropskou zemi, která zavede systém na národní úrovni. Projekt byl součástí předvolebních slibů a později i programu vlády centristického premiéra Juhy Sipily, který si od něj sliboval zjednodušení systému sociálních dávek a zvýšení zaměstnanosti. Cílem bylo toto ověřit. Pokus proběhl v období 1. ledna 2017 až 31. prosince 2018 a během let 2019–2020 budou postupně zveřejňovány jeho výsledky.

#### Francie
Prvním významným zastáncem základního příjmu ve Francii byl Yoland Bresson. V roce 1985 spolu s Henrim Guittonem založili organizaci „Association pour l'Instauration d'un revenu d'existence“ za účelem propagovat základní příjem ve Francii a o rok později byli mezi spoluzakladateli Basic Income Earth Network. Jiným známým stoupencem základního příjmu byl filosof André Gorz, který změnil názor a začal tuto myšlenku podporovat, přestože předtím byl několik let jejím oponentem.
Levicoví aktivisté, jako např. Baptiste Mylondo, Yann Moulier Boutang, Toni Negri, Jean-Marc Ferry, Ignacio Ramonet a Jacques Marseille jsou také pro základní příjem.
Z politiků základní příjem podporují např. křesťanská demokratka Christine Boutin a ex-premiér Dominique de Villepin a spolu s nimi někteří poslanci, např. Karima Delli, Jean Desessard a Yves Cochet.
Velmi vlivný think tank „Centre des Jeunes Dirigeants“ (CJD) také vyzývá k zavedení základního příjmu ve výši 400 eur pro každého občana. Návrhy, které předkládá CJD a Christine Boutin, jsou založeny na finančním modelu Marca de Basquiata, který demonstruje způsob, jak lze financovat základní příjem ve výši 400 eur pro každého dospělého a 200 eur pro každé dítě, zatímco jiní zastánci, jako jsou Baptiste Mylondo a Jacques Marseille, navrhují „dostatečně vysoký“ základní příjem okolo 750 eur. De Basquiatův model však na rozdíl od Mylonda a Marseille zároveň zachovává i důchody, podporu v nezaměstnanosti a příspěvky na bydlení.
V roce 2012 skupina občanů založila hnutí napříč politickými stranami se záměrem spojit síly k popularizaci základního příjmu ve Francii. Tato síť měla také jako jeden z cílů zúčastnit se Evropské občanské iniciativy pořádané v roce 2013.

#### Německo
Nejznámějším zastáncem základního příjmu v Německu je Götz Werner, bývalý výkonný ředitel prodejního řetězce DM Drogeriemarkt a jeden z majetných osob v Německu. Mimo jiné také vyučuje ekonomii na Karlsruhe Institute of Technology.
Zobecnění podpory v nezaměstnanosti, známé jako Hartzův koncept, připravilo cestu pro širší hnutí za základní příjem v Německu.
V roce 2008 iniciovala sociální aktivistka Susanne Wiest petici, kterou podepsalo více než 50 000 občanů, což jí zajistilo slyšení v Bundestagu a to také přispělo k rozšíření veřejné debaty o této myšlence.
V roce 2011 začala základní příjem oficiálně podporovat Pirátská strana Německa. Křesťanský demokrat Dieter Althaus také navrhuje přechod na model základního příjmu. Mezi další stoupence patří skupina členů levicové strany Die Linke, vedená Katjou Kippingovou, a od roku 2010 také skupina Rhein-Erft uvnitř Sociálně demokratické strany. Mnoho stoupenců je také ve Straně zelených.
Od jara 2021 po 3 roky probíhala studie, ve které nejmíň 122 účastníků dostávalo základní příjem 1200 eur měsíčně. Další účastníci až do celkového počtu 1500 byli v roli kontrolní skupiny. Experiment byl financovaný ze soukromých zdrojů.
Ve výsledku se prokázalo, že lidé se základním příjmem nepřestali pracovat a ani se u nich nijak výrazně nesnížil počet odpracovaných hodin za týden (v průměru 40). Navíc došlo častěji ke změně zaměstnání a lidé se základním příjmem začali více studovat a zlepšily se i jiné parametry.

#### Řecko
Přestože myšlenka základního příjmu není v Řecku příliš známá, mnoho místních ekonomů se tomuto tématu věnuje. V roce 2010 liberální strana Drasi podpořila návrh na zavedení „základní penze“, což mělo mít za cíl zjednodušení stovek systémů vyplácení penze v zemi, která byla zasažena dluhovou krizí a nucena Troikou k vyrovnání veřejného rozpočtu. Manos Matsaganis a Chrysa Leventi společně vypracovali studii, která demonstruje uskutečnitelnost takového návrhu.
Jiné neortodoxní návrhy naznačují, že odchod Řecka z eurozóny by mohl být příležitostí k zavedení „peněžních dividend“ pro každého řeckého občana, jako nástroje ke zmírnění důsledků finančního kolapsu.

#### Island
V říjnu 2014 vydala Islandská pirátská strana parlamentní usnesení vyzývající ministra sociálních věcí, aby ustanovil skupinu s cílem prozkoumat možné cesty, jak by bylo možné zajistit základní příjem pro každého občana.

#### Irsko
Basic Income Ireland je v současné době hlavní skupinou zastánců základního příjmu v Irsku. Toto sdružení je členem BIEN. Dříve byla hlavním zastáncem organizace CORI (Náboženská konference Irska). V politice je pro zavedení základního příjmu Irská strana zelených. Pro bylo i šest europoslanců zvolených za Irsko.
V rámci dohody se sociálními partnery včetně CORI byl v roce 2002 vládou předložen návrh základního příjmu, od té doby však již na vládní úrovni k žádnému dalšímu posunu nedošlo.

#### Nizozemsko
Otázka základního příjmu získala v Nizozemsku velký ohlas v období 70.–90. let 20. století, ale v posledních 15 letech z politické agendy zmizela.[zdroj⁠?!] V létě 2015 se objevil v Utrechtu projekt, který má za cíl prověřit možnosti univerzálního základního příjmu. Do projektu město zařadilo některé občany pobírající dávky a ty rozdělilo do tří skupin – jedna bude brát dávky stávajícím způsobem, druhá bez dozoru a třetí s dozorem. Po nějaké době město systém vyhodnotí.

#### Španělsko
Od roku 2001 existuje národní síť Red Renta Básica, která je členem BIEN. Sdružuje vědce a aktivisty za základní příjem. V letech 2011–2012 přispělo k šíření této myšlenky ve španělské společnosti také hnutí 15-M a politická strana Podemos jej zařadila do svého programu.
Mezi významné zastánce základního příjmu ve Španělsku patří Daniel Raventos, David Casassas a José Luis Ley.
V dubnu 2020 španělská ministryně financí Nadia Calviño uvedla, že země by mohla zavést základní příjem jako jeden z nástrojů zmírnění ekonomické krize způsobené pandemií covidu-19 a ponechat ho i poté.

#### Švýcarsko
Sdružení BIEN-Switzerland (člen Basic Income Earth Network) podporuje základní příjem ve frankofonní části Švýcarska. V německy mluvící části existuje skupina Initiative Grundeinkommen, která je velmi aktivní v jeho propagaci.
V roce 2006 sociolog Jean Ziegler prohlásil základní příjem za „jednu z nejnaléhavějších myšlenek“.
V roce 2008 Daniel Häni a Enno Schmidt natočili film The Basic income, a cultural impulse, který vysvětluje fungování základního příjmu. Film se stal virálním videem, které mělo více než 400 000 zobrazení, a výrazně přispěl k rozšíření této myšlenky ve francouzsky a německy mluvících zemích.
V dubnu 2012 obě skupiny společně iniciovaly tzv. lidovou legislativní iniciativu s cílem nasbírat 100 000 podpisů.
V září 2013 již tato iniciativa měla přibližně 126 000 podpisů a 4. října je předala vládě, čímž se spustilo národní referendum, které bylo celosvětově prvním referendem svého druhu k tomuto tématu. Odborová organizace Syna také podpořila tuto iniciativu.
5. června 2016 proběhlo ve Švýcarsku celonárodní referendum, ve kterém voliči návrh zamítli většinou 76,9% hlasů.

#### Velká Británie
Profesor ekonomie Guy Standing, jeden ze spoluzakladatelů Basic Income Earth Network, je slavným zastáncem této myšlenky. Ve své knize Precariat – the new dangerous class viní globalizaci z toho, že shazuje více a více lidí do nově vznikající chudé společenské třídy, kterou označuje jako „prekariát“. Jeho závěrem je nutnost toho, aby „vlády zajišťovaly základní jistoty jako jedno z lidských práv“ skrze základní příjem.
Edward Skidelsky a Robert Skidelsky vyjádřili svou podporu základního příjmu ve své knize How Much is Enough?.
Základní příjem podporuje Zelená strana Anglie a Walesu, Skotská strana zelených a Skotská Socialistická Strana.

#### Norsko
Norská strana zelených, Norská rudá strana, Norští demokraté a Norská pirátská strana podporují zavedení základního příjmu v Norsku. Norská liberální strana jej dříve podporovala také, ale svou podporu stáhla před volbami do poslanecké sněmovny v roce 2013.
Na šíření této myšlenky pracuje také nezisková organizace BIEN Norge, člen Basic Income Earth Network.

#### Maďarsko
Základní příjem, v maďarštině Feltétel Nélküli Alapjövedelem (FNA) podporuje zejména skupina FNA Group, která uspořádala první setkání v Maďarsku v Budaörs 31. května 2011. Základní příjem také podporuje Maďarská pirátská strana.

### Severní Amerika

#### Spojené státy americké
Martin Luther King, Jr. navrhoval zavedení základního příjmu ve své knize Where Do We Go From Here: Chaos or Community?, vydané v roce 1967.
V roce 1968 James Tobin, Paul Samuelson, John Kenneth Galbraith a spolu s nimi dalších 1 200 ekonomů podepsalo dokument vyzývající americký kongres k zavedení „systému záruk a doplňků příjmu“ ještě v témže roce.
V roce 1969 Richard Nixon navrhl program pomoci rodinám – „Family Assistance Program“, který se podobal základnímu příjmu v tom, že dávky nezačnou rapidně klesat, když si k nim příjemce začne vydělávat více peněz. Nixonův návrh se týkal jen rodin, ale oproti dřívějšímu programu rozšiřoval sociální péči i na jiné občany než jen ty, kteří „nemají otce“. Tento návrh však nepřijal finanční výbor sněmovny ani poté, co Nixon k návrhu přidal podmínku, že příjemci musí mít práci. V roce 1973 napsal Daniel Patrick Moynihan knihu The Politics of a Guaranteed Income (ISBN 978-0-394-46354-4) ve které obhajuje základní příjem a rozebírá Nixonův návrh.
Během prezidentské kampaně v roce 1972 senátor George McGovern navrhoval zavedení „demograntu“, který fungoval podobně jako základní příjem.
Mike Gravel, bývalý americký kongresman a kandidát na prezidenta, navrhuje slevu na dani vyplácenou každý měsíc v podobě šeku od vlády každému občanovi v rámci přechodu od daně z příjmů na národní daň z prodeje se sníženým základem (tzv. FairTax).
Mezi významné zastánce základního příjmu mezi libertariány patří Milton Friedman (v podobě negativní daně z příjmu) a Charles Murray, který načrtl možný návrh základního příjmu ve své knize In Our Hands: A Plan To Replace The Welfare State. vydané v roce 2006.
Mezi držitele Nobelovy ceny za ekonomii, kteří podporují základní příjem, patří Herbert A. Simon, Friedrich Hayek, James Meade, Robert Solow a Milton Friedman.
Richard Parncutt zastává názor, že daň z příjmů se stává progresivní, pokud je základní příjem kombinován s rovnou daní z příjmů a že tato kombinace by zjednodušila systém daní a sociálních dávek.
Ve státě Oregon existuje občanské sdružení Tax and Conversation, jehož cílem je zrušit všechny daňové výjimky pomocí „ballot measure“, což je proces, ve kterém je občanská iniciativa automaticky přijata jako zákon, pokud ji podepíše více než 50 % voličů. Toto sdružení poukazuje na to, že v současném systému 20 % lidí s největším majetkem dostává 66 % peněz z daňových výdajů, což znamená, že daň z příjmů je po započítání výjimek regresivní (chudí platí více než bohatí), a že tyto peníze by měly být místo toho vypláceny nepodmíněně: každý daňový poplatník by dostával $700 na měsíc. Celkové výdaje by pak byly o něco nižší než současná částka 24 miliard dolarů ročně a nejdůležitější vládní služby by byly lépe financovány.
Jeremy Rifkin ve své knize The End of Work uvádí argument, že nutnost zavedení podobných opatření bude stoupat spolu s tím, jak bude v budoucnosti automatizace nahrazovat zaměstnance a snižovat poptávku po pracovních silách.
Americká strana zelených ve volebním programu na rok 2010 navrhuje „zavést univerzální základní příjem (známý též jako garantovaný příjem, negativní daň z příjmu, občanský příjem, nebo sociální dividendy). Ten by měl dostávat každý dospělý, bez ohledu na zdravotní stav, zaměstnanost, nebo rodinný stav, což by snížilo vládní byrokracii a zásahy do životů občanů.“
V lednu 2014 vyšel v časopisu Rolling Stone článek navrhující základní příjem, neboli „sociální zabezpečení pro všechny“, jako jednu z pěti ekonomických reforem, za které by měli bojovat mladí lidé z generace Y.
Ve Spojených státech dostávají daňoví poplatníci s nejnižšími příjmy slevu na dani z příjmu. V roce 2006 sepsali členové organizace USBIG zákon, který měl tuto slevu na dani přeměnit na částečný základní příjem, a předložili ho americkému kongresu. Tento zákon však nebyl přijat.

##### Aljaška
Ve státě Aljaška funguje systém, který přiděluje každému občanu díl ze státních zisků z ropy, ovšem výše tohoto příspěvku, $878 na osobu na celý rok 2012, ani zdaleka nestačí na živobytí. Aljašský základní příjem navíc podléhá zdanění na federální úrovni. Dá se tedy říci, že tento „základní příjem“ funguje jako negativní daň z příjmu, ale v podobě snížení daňového základu, ne dodatečné slevy na dani (z pohledu státních financí).

##### Východní kmen indiánů Cherokee
Členové východního kmene indiánů Cherokee, kteří žijí v Severní Karolíně, dostávají dvakrát ročně příspěvek ve výši několika tisíc amerických dolarů. Tyto příspěvky jsou financovány ze zisků kasína Harrah's Cherokee a jsou rozdělovány již od roku 1996. Studie zkoumající účinky těchto finančních příspěvků na život dětí v této komunitě zjistila, že došlo k výraznému poklesu chudoby, problémů s chováním, zločinu, drogové závislosti a psychiatrických problémů a že více dětí odmaturovalo v řádném termínu. Pozitivní účinky byly nejsilnější u těch, kteří byli nejmladší v době, když tyto příspěvky začaly, a byly výraznější u těch, kteří tím byli osvobozeni od chudoby, oproti těm, jejichž finanční situace byla dobrá již předtím.

#### Kanada
William Aberhart, premiér státu Alberta, se nechal inspirovat teorií starosty C. H. Douglase o „sociálním kreditu“ a zkusil zavést základní příjem pro občany státu Alberta již ve 30. letech 20. století. Jeho pokusy byly však zastaveny tehdejší federální vládou.
Město Dauphin v kanadském státě Manitoba se zúčastnilo experimentu se zavedením základního příjmu, který probíhal v letech 1974–1979 pod názvem „Mincome“.
V listopadu 2013 proběhl v Kanadě průzkum veřejného mínění, který uspořádala Trudeau Foundation. Výsledek byl, že 46 % Kanaďanů je pro a 42 % proti nahrazení současného systému sociálních dávek základním příjmem.
Od roku 2014 Liberální strana Kanady, Kanadská strana zelených, Kanadská pirátská strana, regionální strana Québec Solidaire a senátor za konzervativce Hugh Segal podporují zavedení základního příjmu v Kanadě. Mike Redmond, lídr Nové demokratické strany Ostrovu prince Edwarda, navrhuje uskutečnění pilotního programu pro základní příjem na tomto ostrově.
Experiment byl zrušen v roce 2018, kdy ho kanadská vláda a ministerstvo sociálních věcí vyhodnotilo jako neudržitelný a bez kýžených výsledků.

### Oceánie

#### Austrálie
Základní příjem si získal podporu australských akademiků, jako jsou John Tomlinson, John Wiseman a Allan MacDonald. Queenslandská strana zelených byla první politickou stranou, která přijala politiku „Garantovaného adekvátního příjmu“ (GAI) v roce 1999. V roce 2010 oznámila Demokratická liberální strana svou podporu pro zavedení negativní daně z příjmu spolu s rovnou daní z příjmu ve výši 30 % a od roku 2014 tento návrh podporuje i Australská pirátská strana. Organizace Basic Income Guarantee Australia byla v roce 2006 přijata do Basic Income Earth Network. V srpnu 2014 Australská rada sociálních služeb (ACOSS) předložila doporučení zjednodušit systém sociálních dávek zavedením „podpůrné dávky základního příjmu“, ta se však od skutečného základního příjmu liší tím, že by bylo nadále třeba prověřovat majetkové poměry občanů.

### Jižní Amerika

#### Brazílie
Diskuse o základním příjmu probíhá v Brazílii již od 80. let 20. století. V roce 2001 předložil senátor Eduardo Suplicy za Brazilian Workers Party návrh zákona, který ustanovuje postupné zavedení tohoto systému sociální péče. Brazílie se tak stala prvním státem, který uzákonil základní příjem. Suplicy se již dříve pokoušel předložit návrh Negativní daně z příjmu, ten však nebyl schválen. Nový zákon požaduje, aby byl v celé zemi zaveden základní příjem, a začít se má od těch nejvíce potřebných. Zákon byl schválen senátem v roce 2002 a poslaneckou sněmovnou v roce 2003. Prezident Lula da Silva tento zákon podepsal v roce 2004 a podle znění zákona je nyní úkolem prezidenta tuto reformu postupně zavést. Od té doby začala Brazílie tento zákon realizovat zavedením programu Bolsa Família, který byl ústředním bodem sociální politiky prezidenta Lula da Silvy, a je možné, že přispěl k jeho vítězství v prezidentských volbách v roce 2006.
V Brazílii nyní probíhá nezávislý a soukromě financovaný pilotní projekt. Dává však zatím jen R$30 měsíčně, což je 4.4 % minimální mzdy v roce 2013 (podle vládní definice minimální mzdy) a nestačí tedy na pokrytí základních potřeb.